# Boomerang (singel Nicole Scherzinger)
Boomerang – samodzielny singel amerykańskiej artystki Nicole Scherzinger. Piosenka została wyprodukowana przez Sandy Vee i Antonego Prestona przy współpracy z will.i.amem. Premiera singla miała miejsce w radiu Capital FM w Wielkiej Brytanii 24 stycznia 2013 roku. Oficjalnie singel wydano 10 marca 2013 roku.

## Teledysk
Premiera teledysku odbyła się na oficjalnym koncie VEVO na portalu YouTube 25 stycznia 2013. Po tygodniu od premiery teledysk miał ponad 5 milionów odsłon. Produkcją teledysku zajęła się Nathalie Canguilhem.

## Promocja
Pierwszy raz Scherzinger wykonała "Boomerang" w programie "Let's Dance for Comic Relief" 2 marca 2013r. a następnie na żywo podczas "Give it Up for Comic Relief" na Wembley Arena 6 marca 2013.